# کنزو ناکامورا
کنزو ناکامورا (انگلیسی: Kenzo Nakamura؛ زادهٔ ۱۹۷۳) جودوکار اهل ژاپن است.
وی در مسابقات کشوری و بین‌المللی در مجموع برندهٔ ۵ مدال طلا، ۲ مدال نقره شده‌است.